# صفوان بن المعطل
صفوان بن المعطل بن رُبيعة الذكواني السُلمي، وكنيته أبو عمرو. هو صحابي قديم الإسلام، شهِد غزوة الخندق والمشاهد بعدها، وكان يكون على ساقة العسكر يلتقط ما يسقط من متاع المسلمين حتى يأتيهم به، ولذلك تخلف في هذا الحديث الذي قال فيه أهل الإفك ما قالوا، وقد روي في تخلفه سبب آخر وهو أنه كان ثقيل النوم لا يستيقظ حتى يرتحل الناس.

## نسبه
صفوان بن المعطل بن رُبيعة بن خزاعي بن محارب بن مرة بن هلال بن فالج بن ذكوان بن ثعلبة بن بهثة بن سُليم بن منصور بن عكرمة بن خصفة بن قيس بن مضر بن نزار بن معد بن عدنان. 

## حادثة الإفك
في غزوة بني المصطلق سنة ست للهجرة، لما فرغ الرسول من سفره ذلك توجه عائدًا، حتى إذا كان قريبا من المدينة نزل مكانًا فبات به بعض الليل، ثم أذن في الناس بالرحيل، فارتحل الناس، وكانت السيدة عائشة قد خرجت لبعض حاجاتها وفي عُنقها عُقد، فلما فرغت انسلَّ العُقد، فلما رجعت إلى الرَحل ذهبت تلتمسه في عنقها فلم تجده، فرجعت إلى مكانها الذي ذهبت إليه، فالتمسته حتى وجدته، وجاء القوم فأخذوا الهودج وهم يظنون أنها فيه كما كانت تصنع، فاحتملوه فشدوه على البعير، ولم يشكوا أنها فيه، ثم أخذوا برأس البعير فانطلقوا به، فرجعت إلى العسكر وما فيه من داع ولا مجيب، وقد انطلق الناس.
فتلففت بجلبابها ثم اضطجعت في مكانها، وعرفت أن لو قد افتُقِدَت لرُجع إليها، فمر بها الصحابي صفوان بن المعطل السلمي، وقد كان تخلف عن العسكر لبعض حاجته، فلم يبت مع الناس، فرأى سوادها فأقبل حتى وصل عندها، وقد كان يراها قبل أن يُفرض الحجاب، فلما رآها قال: «إنا لله وإنا إليه راجعون، ظعينة رسول الله»
ثم قال: «ما خَلَّفَكِ يرحمكِ الله؟»
فما كلمته ثم قرب البعير فقال: (اركبي) واستأخر عنها، فركبت وأخذ برأس البعير فانطلق سريعا يطلب الناس، فتكلم أهل الإفك وجهلوا.
وقد بَرَّأ الله السيدة عائشة في القرآن الكريم وقال الله تعالى : ﴿إِنَّ الَّذِينَ جَاءُوا بِالْإِفْكِ عُصْبَةٌ مِنْكُمْ لَا تَحْسَبُوهُ شَرًّا لَكُمْ بَلْ هُوَ خَيْرٌ لَكُمْ لِكُلِّ امْرِئٍ مِنْهُمْ مَا اكْتَسَبَ مِنَ الْإِثْمِ وَالَّذِي تَوَلَّى كِبْرَهُ مِنْهُمْ لَهُ عَذَابٌ عَظِيمٌ ۝١١ لَوْلَا إِذْ سَمِعْتُمُوهُ ظَنَّ الْمُؤْمِنُونَ وَالْمُؤْمِنَاتُ بِأَنْفُسِهِمْ خَيْرًا وَقَالُوا هَذَا إِفْكٌ مُبِينٌ ۝١٢ لَوْلَا جَاءُوا عَلَيْهِ بِأَرْبَعَةِ شُهَدَاءَ فَإِذْ لَمْ يَأْتُوا بِالشُّهَدَاءِ فَأُولَئِكَ عِنْدَ اللَّهِ هُمُ الْكَاذِبُونَ ۝١٣ وَلَوْلَا فَضْلُ اللَّهِ عَلَيْكُمْ وَرَحْمَتُهُ فِي الدُّنْيَا وَالْآخِرَةِ لَمَسَّكُمْ فِي مَا أَفَضْتُمْ فِيهِ عَذَابٌ عَظِيمٌ ۝١٤ إِذْ تَلَقَّوْنَهُ بِأَلْسِنَتِكُمْ وَتَقُولُونَ بِأَفْوَاهِكُمْ مَا لَيْسَ لَكُمْ بِهِ عِلْمٌ وَتَحْسَبُونَهُ هَيِّنًا وَهُوَ عِنْدَ اللَّهِ عَظِيمٌ ۝١٥ وَلَوْلَا إِذْ سَمِعْتُمُوهُ قُلْتُمْ مَا يَكُونُ لَنَا أَنْ نَتَكَلَّمَ بِهَذَا سُبْحَانَكَ هَذَا بُهْتَانٌ عَظِيمٌ ۝١٦ يَعِظُكُمُ اللَّهُ أَنْ تَعُودُوا لِمِثْلِهِ أَبَدًا إِنْ كُنْتُمْ مُؤْمِنِينَ ۝١٧ وَيُبَيِّنُ اللَّهُ لَكُمُ الْآيَاتِ وَاللَّهُ عَلِيمٌ حَكِيمٌ ۝١٨ إِنَّ الَّذِينَ يُحِبُّونَ أَنْ تَشِيعَ الْفَاحِشَةُ فِي الَّذِينَ آمَنُوا لَهُمْ عَذَابٌ أَلِيمٌ فِي الدُّنْيَا وَالْآخِرَةِ وَاللَّهُ يَعْلَمُ وَأَنْتُمْ لَا تَعْلَمُونَ ۝١٩ وَلَوْلَا فَضْلُ اللَّهِ عَلَيْكُمْ وَرَحْمَتُهُ وَأَنَّ اللَّهَ رَءُوفٌ رَحِيمٌ ۝٢٠﴾

## مكانة صفوان
كان صفوان صاحب رسول الله، ومن صالحي أصحابه، وقد أثنى عليه الرسول في حادثة الإفك، فقد قام فحمد الله وأثنى عليه بما هو أهله ثم قال:
«أما بعد: أيها الناس ما بال رجال يؤذونني في أهلي، ويقولون عليهم غير الحق، والله ما علمت عليهم إلا خيرا، ويقولون ذلك لرجل والله ما علمت منه إلا خيرا، ولا يدخل بيتا من بيوتي إلا وهو معي.» يعني صفوان بن المعطل

## هجاء حسان بن ثابت
اعترض صفوان بن المعطل حسان بن ثابت بالسيف حين بلغه ما كان يقول فيه، وقد كان حسان قال شعرا يُعَرِّضُ بابن المعطل فيه وبمن أسلم من العرب من مُضر. غضب صفوان وحلف لئن أنزل الله عذره ليضربن حسان ضربة بالسيف، وبالفعل بعد نزول البراءة وقف له ليلة فضربه ضربة كشط جلدة رأسه، فوثب ثابت بن قيس بن الشماس على صفوان بن المعطل، فجمع يديه إلى عنقه بحبل ثم انطلق به إلى دار بني الحارث بن الخزرج، فلقيه عبد الله بن رواحة، فقال: ما هذا؟
قال ثابت بن قيس : ما أعجبك ضرب حسان بالسيف والله ما أراه إلا قد قتله. قال له عبد الله بن رواحة : هل علم رسول الله بشيء مما صنعت؟ قال ثابت بن قيس: لا والله، قال عبد الله بن رواحة: لقد اجترأت، أطلق الرجل. فأطلقه ثم أتوا رسول الله فذكروا ذلك له، فقال: «أين ابن المعطل؟» فقام إليه فقال: (ها أنا يا رسول الله)
فقال: ما دعاك إلى ما صنعت؟ فقال صفوان: يا رسول الله، آذاني وكثر علي، ثم لم يرض حتى عرض في الهجاء، فاحتملني الغضب، وهذا أنا، فما كان علي من حق فخذني به، فقال رسول الله: ادع لي حسان، فأتي به فقال: يا حسان أتشوهت على قوم أن هداهم الله للإسلام؟ أحسن فيما أصابك. فقال حسان: هي لك يا رسول الله) فأعطاه رسول الله جاريته بضرب صفوان بن المعطل له، وهذه الجارية اسمها سيرين بنت شمعون، أخت مارية سرية النبي، وهي أم عبد الرحمن بن حسان الشاعر، وكان عبد الرحمن يفخر بأنه ابن خالة إبراهيم ابن النبي.

## وفاته
استشهد في خلافة عمر بن الخطاب في معركة أرمينية عام 19 هـ، وقيل توفي بالجزيرة في ناحية سميساط على شاطيء الفرات في غربيه في طرف بلاد الروم وقيل أنه غزا الروم في خلافة معاوية، فاندقت ساقه، ولم يزل يُطاعن حتى مات.